# Stephania glabra
Stephania glabra là một loài thực vật có hoa trong họ Biển bức cát. Loài này được (Roxb.) Miers miêu tả khoa học đầu tiên năm 1866.